# Áthidalt gyűrűs nómenklatúra
Egy gyűrűrendszer áthidalt gyűrűs, ha van két olyan szomszédos gyűrűje, mely 3 vagy több közös atomot tartalmaz.
A kondenzált gyűrűk két közös atomot tartalmaznak. Az áthidalt gyűrűs (másik nevén Baeyer-nómenklatúra) ezek elnevezésére is alkalmas.
Az elnevezéskor az áthidalt gyűrűs szénhidrogénekből indulunk ki, és helyettesítéssel tüntetjük fel a heteroatomokat.
Első lépésben elhagyjuk a hidakat, és csak a leghosszabb gyűrűt (ez általában a burkológyűrű) vesszük figyelembe. Ennek az atomszáma fogja megadni a vegyület nevét, mintha nyílt láncú szénhidrogén lenne.
Ezután kiválasztjuk a fő hidat úgy, hogy az a lehető leghosszabb legyen (több lehetőség esetén a gyűrűrendszer minél szimmetrikusabb legyen). Ezzel egy két gyűrűből álló áthidalt rendszert kaptunk. Ezután visszaillesztjük a többi, ún. másodlagos hidat, amíg minden atom belekerül a gyűrűrendszerbe.

## Kétgyűrűs rendszerek
A név eleje: biciklo[. A kéttagú gyűrűben három híd van: a szögletes zárójelben három szám lesz ponttal elválasztva, csökkenő sorrendben.

[[biciklobután|Biciklo[1.1.0]bután]]

A legegyszerűbb Baeyer-rendszerben elnevezhető vegyület.

Klavám

A klavám kondenzált gyűrűs vegyület, melyet most az áthidalt gyűrűk speciális esetének fogunk fel, és ezzel a nómenklatúrával nevezzük el.
A vegyületben egy híd van: a N-atomból függőlegesen induló él. A rendszer két gyűrűből és hét atomból áll. Az  alapvegyület neve ...biciklo[...]heptán... lesz.
A szögletes zárójel adja meg a csatlakozás módját: a két gyűrű atomszámát a hídfő nélkül, majd a fő híd atomszámát ugyancsak a hídfő nélkül, végül a másodlagos hidak atomszámát a hídfők nélkül.
A klavám esetén a nagyobb félgyűrű 3, a kisebb 2 atomos, a híd pedig nem tartalmaz atomot, így a név ...biciklo[3.2.0]heptán... lesz.

### Számozás
Az 1-es számot az egyik hídfő kapja. A számozással a hosszabb úton indulunk a másik hídfő felé, onnan tovább a kiindulópontba, majd folytatjuk a fő híddal, azután a másodlagos hidakkal.
A klavám esetén az N kapja az 1-es számot (hogy a heteroatomok száma a lehető legkisebb legyen), az oxigénatom lesz a 4-es, és az oxocsoport a 7-es (szén)atomhoz kapcsolódik.
Ezek alapján a klavám IUPAC-neve: 4-oxa-1-azabiciklo[3.2.0]heptán-7-on. (A heteroatomok rangsorában az oxigén előbb van, mint a nitrogén, ezért azzal kezdjük a helyettesítést; lásd Hantzsch–Widman-nevezéktan). Az oxocsoportot az -on utótag jelzi, lásd szubsztitúció.

3,6,8-Trioxabiciklo[3.2.2]nonán

A rendszer két gyűrűből és kilenc atomból áll. A főgyűrű kétféleképpen választható ki, de a hármas hídhoz bármelyik kettest választjuk, a szimmetria miatt ugyanarra az eredményre jutunk. A név eddig: triciklo[3.2.2]nonán.
A főgyűrű után a híd oxigénatomjával folytatjuk számozást, hogy a hídbeli helyszámok a legkisebbek legyenek a helyettesítéskor. Végül helyettesítéses művelettel visszacseréljük a szénatomokat oxigénekre (3,6,8-trioxa előtag).
A példa azt is mutatja, hogy a heteroatomok (és a többes kötések számozásához is, bár ez a példából nem látszik) a Baeyer-helyszámokat kell használni.

## Többgyűrűs rendszerek
A gyűrűk száma a nyílt láncú vegyület előállításához elhagyandó élek száma. Más szóval: a hidak számánál eggyel több.
A fő gyűrűt úgy választjuk ki, hogy a lehető legtöbb atomot tartalmazza. Más szóval: a legkisebb atomszámú éleket hagyjuk el, amíg egyetlen gyűrűt kapunk.
A fő híd a leghosszabb elhagyott él lesz. Ha több lehetőség van, úgy választunk, hogy minél kisebb különbség legyen a fő gyűrű két fele között.

### 1. példa

Triciklo[2.2.1.0^{2,6}]heptán

A gyűrűk száma három, mivel az 1–7–4, 6–2 és még egy (bármelyik) él elhagyásával kapunk nyílt láncot. A gyűrűrendszer 7 atomból áll, a neve triciklo[...]heptán lesz.
A fő híd az 1–7–4, mivel ez a hosszabb a két elhagyott él közül. A számozást a felülre rajzolt hídfőnél kezdjük, hogy a másodlagos híd hídfője kisebb számot kapjon. A főgyűrű után a fő híd (ez esetben egyetlen) atomját számozzuk. A másodlagos hídnak (a két hídfőn kívül) nincsenek atomjai.
A fő híd két kétatomos láncra osztja a főgyűrűt (2–3 ill. 5–6). A szögletes zárójelben ezt követi a fő híd, majd a mellékhíd atomszáma a hídfő nélkül. A másodlagos híd két hídfőjét az atomszám felső indexében adjuk meg.

### 2. példa

Triciklo[7.3.2.0^{5,13}]tetradekán

Ez is három gyűrű: a már számozott ábrán az 5–13 és 1–13–14–9 él elhagyásával kapunk egyetlen gyűrűt. Az utóbbi él lesz a fő híd. A teljes struktúra 14 atomból áll, tehát a neve triciklo[...]tetradekán lesz.
A jobb félgyűrű a hídfők nélkül a 2–8. számú, azaz 7 atomból, a bal a 10–12-esből, azaz három atomból áll. A fő híd a hídfők nélkül 2 atomos, a másodlagos hídban nincsen atom. Az utóbbi híd két hídfője az 5-ös és 13-as atom.

### 3. példa

Triciklo[4.2.2.2^{2,5}]dodekán

A rendszer három gyűrűből és 12 atomból áll. A főgyűrű a burkolóvonalakkal azonos. A szimmetria miatt bármelyik tercier szénatomon lehet kezdeni a főgyűrű számozását, és a szomszédos tercier atomon kell folytatni, a leghosszabb híd felé.
A két mellékhíd teljesen egyforma, ezért az 1-es helyzetszámú hídfőből kiindulót számozzuk előbb, az 1-estől a 2-es hídfő felé. A megmaradó híd két hídfője a 2-es és 5-ös. A 2-es hídfőből indul a mellékhíd számozása, és a két hídfőjét felső indexben fel kell tüntetni a szögletes zárójelben a hídhosszak felsorolásánál.

### 4. példa

Triciklo[8.4.0.0^{2,7}]tetradeka-1,3,5,7,9,11,13-heptaén

A gyűrűrendszer három gyűrűből és 14 szénatomból áll. A Baeyer-féle számozást a piros számok mutatják. Bármelyik hidat választhatjuk főhídnak a szimmetria miatt. A főhíd és a mellékhíd egyaránt 0 hosszú.
A kettős kötéseket utótaggal adjuk meg.
A vegyület triviális neve fenantrén, és a számozása is rendhagyó (kék számok). A szabályos számozás a 4-es helyszámból indult volna, ellenkező irányban.
A szteroidok nevezéktanában a fenantrénból vezetik le a szterolt, a szteroidok alapvázát úgy, hogy a fenantrén három gyűrűjéhez hozzáillesztenek egy ciklopentán gyűrűt is ciklopenta[a]fenantrén alakban. Az a a fenantrén 1:2-es élét jelöli (kék számozás). (Lásd a következő példában.)

### 5. példa

Koleszterin: 2,15-dimetil-14-(1,5-dimetilhexil)tetraciklo[8.7.0.0^{2,7}.0^{11,15}] heptadec-7-én-5-ol

A koleszterin gyűrűrendszere 4 gyűrűből és 17 atomból áll, vagyis az áthidalt gyűrűs alapvegyület tetraciklo[…]heptadekán. Az ábrán kékkel a szabványos (hagyományos), pirossal az áthidalt gyűrűs atomszámozás látható.
A gyűrűrendszer három hidat tartalmaz, melyek egyikében sincs szénatom a két hídfőn kívül. A gyűrűrendszert ezért szimmetrikusan osztjuk ketté a fő híddal egy 8 és egy 7 atomos gyűrűre, a kék számozás szerint a 8-as és 9-es atomnál. Az áthidalt gyűrűs nómenklatúra szerinti számozást a 8 atomos gyűrűfél (a két ciklohexán gyűrű) felé kell kezdeni, mert az a nagyobb. 1-es atomnak a kék 9-est választjuk, hogy a 10-es atom – melyhez metilgyök kapcsolódik – sorszáma kisebb legyen.
Ebből már adódik, hogy a két algyűrű hídfőinek száma 2,7 ill. 11,15 lesz.
Az elnevezés alapvegyületének természetes módon a gyűrűrendszer választjuk. Egy helyettesítő csoport kerülhet utótagba – ez a hidroxilcsoport, a másik három előtagba kerül.
A koleszterin az IUPAC által elfogadott triviális név. Alapvegyülete az ugyancsak triviális nevű kolesztán(en), ezért e névből is képezhető a koleszterin kémiai neve:  (3β)-koleszt-5-én-3-ol. (A 3β a hidroxilcsoport térállását mutatja, melyet az áthidalt gyűrűs névben nem tüntettünk fel.)

## Kapcsolódó lapok
- kondenzált gyűrűs nómenklatúra
- nevezéktani műveletek